# 格拉晓夫数
格拉晓夫数（Grashof number，Gr数）為一無量綱的純量，常用在流體力學及熱傳導中。格拉晓夫数可以視為流体浮力与粘性力的比值，是研究自然對流時重要的參數。格拉晓夫数的命名是源自德國工程師弗朗茨·格拉晓夫。
{\displaystyle \mathrm {Gr_{L}} ={\frac {g\beta (T_{s}-T_{\infty })L^{3}}{\nu ^{2}}}\,}（垂直表面）
{\displaystyle \mathrm {Gr} _{D}={\frac {g\beta (T_{s}-T_{\infty })D^{3}}{\nu ^{2}}}\,}（管道）
{\displaystyle \mathrm {Gr} _{D}={\frac {g\beta (T_{s}-T_{\infty })D^{3}}{\nu ^{2}}}\,}（钝体）
其中下標的L及D表示格拉晓夫数參考長度的來源。
g = 重力加速度
β = 体积热膨胀系数（若是理想流體，可近似為絕對溫度T的倒數1/T）
Ts = 表面溫度
T∞ = 環境溫度
L = 長度
D = 直徑
ν = 動粘度